# Asteroidentransit
Ein Asteroidentransit vor der Sonne findet statt, wenn ein kleiner Planetoid die Verbindungsgerade zwischen der Sonne und der Erde kreuzt. Von der Erde aus gesehen verdeckt der Planetoid dabei einen kleinen Teil der Sonnenscheibe und zieht als kleine schwarze Scheibe über diese hinweg.

## Beobachtung
Ein Asteroidentransit ist relativ schwierig zu beobachten und kommt nicht unbedingt häufig vor, auch wenn es viele Asteroiden gibt. Die meisten Planetoide umkreisen die Sonne im Asteroidengürtel, der sich zwischen den Umlaufbahnen von Mars und Jupiter befindet. Da die Erde die Sonne in einem kleineren Abstand umkreist als der Mars, kreuzen die Bahnen dieser Planetoide nicht die Verbindungsgerade zwischen der Erde und der Sonne. Folglich können sie auch von der Erde aus nicht vor der Sonnenscheibe beobachtet werden.
Des Weiteren ist die Größe der Planetoide meist sehr klein und beträgt üblicherweise höchstens einige Kilometer im Durchmesser. Zum anderen ist der Abstand zwischen der Erde und einem Asteroiden im Transit relativ groß. Damit verdeckt der Asteroid nur einen sehr kleinen Teil der Sonnenscheibe und ist gegen den hellen Rest der Sonnenscheibe nur äußerst schwer auszumachen. Je größer also der Asteroid ist und je kleiner sein Abstand zur Erde während seines Durchgangs ist, umso größer ist die Wahrscheinlichkeit, dass er gerade noch beobachtbar sein wird. Jedoch sind keine solchen Asteroidendurchgänge bis zur Gegenwart beobachtet worden. Aus diesem Grund können die im 19. Jahrhundert immer wieder beobachteten Durchgänge angeblicher intramerkurieller Planeten nicht als Asteroidentransite interpretiert werden.
Für eine Beobachtung kommt erschwerend hinzu, dass die Bahnebene eines Asteroiden oft einen Winkel zur Bahnebene der Erde aufweist, wodurch die Häufigkeit der notwendigen Konstellation, Erde und Asteroid und Sonne bilden eine Gerade, erheblich reduziert wird.

## Beispiele für Asteroidentransite
Am 16. Mai 1990 ist der Asteroid 3838 Epona mit einem Durchmesser von 2,5 Kilometern (provisorische Kennzeichnung 1986 WA) in einem Abstand von 0,53 AU zur Erde vor der Sonne vorbeigezogen. Von der Erde aus gesehen betrug der Winkeldurchmesser dieses Planetoiden nur 7 Millibogensekunden, was selbst für eine Beobachtung mit großen Fernrohren zu klein ist.
Für den Zeitraum zwischen 2005 und 2020 wurden bisher nur zwei Durchgänge von Planetoiden vorausgesagt. Der Asteroid 30825 (TG1 1990) ist am 14. April 2005 vor der Sonne vorbeigeflogen und hatte einen Winkeldurchmesser von ungefähr 0,05". Am 24. September 2007 zog 2101 Adonis mit einem Winkeldurchmesser von ungefähr 0,005" vor der Sonne vorbei. Wegen der geringen Winkeldurchmesser wurde nicht erwartet, diese Durchgänge beobachten zu können.
Zu den Arten der Planetoiden, die von der Erde aus gesehen vor der Sonne vorbeiziehen könnten, gehören Asteroiden der Aten-Klasse, einschließlich der Asteroiden der Apohele-Klasse und der hypothetischen intramerkuriellen Vulcanoiden sowie einiger Planetoiden der Apollo-Klasse, möglicherweise einschließlich Quasisatelliten der Erde.
Im Gegensatz dazu sollten Asteroidentransite für einen Beobachter auf dem Jupiter deutlich häufiger vorkommen, da die Jupiter-Umlaufbahn außerhalb des Asteroidengürtels liegt. So wird zum Beispiel der Asteroid 4 Vesta am 4. Januar 2044 einem etwaigen Beobachter auf dem Jupiter als ein Objekt mit 0,24" Winkeldurchmesser über die Sonnenscheibe hinwegziehen.

## Kometen
Auch Kometen können vor der Sonne vorbeiziehen, wie zum Beispiel der Komet Halley am 19. Mai 1910. Dieser Transit war allerdings nicht vorhergesagt worden. Erst nachdem der Transit bereits erfolgt war und die Bahn des Kometen berechnet wurde, konnte dieser Transit nachträglich bestätigt werden. Dennoch behaupteten einige Beobachter später, den Kometen während des Transits gesehen zu haben. Diese Beobachtungen erscheinen allerdings zweifelhaft.
Andere Beispiele für einen Transit sind die Kometen C/1819 N1 (alias 1819 II oder der große Komet von 1819) und C/1882 R1 (Großer Septemberkomet).

## Vergleich mit einer Sonnenfinsternis
Im Prinzip ist ein Asteroidentransit der gleiche Vorgang wie eine Sonnenfinsternis, bei der der Mond die Verbindungsgerade zwischen der Erde und der Sonne kreuzt, nur dass der Mond um die Erde kreist, viel größer und viel näher ist, womit er bei einem solchen Durchgang von der Erde aus gesehen die gesamte Sonnenscheibe abdecken kann, aber nicht muss (siehe auch Kernschatten und Halbschatten) und ebenfalls nicht bei jedem Neumond eine Sonnenfinsternis hervorruft, da auch seine Bahnebene um die Erde einen kleinen Winkel zur Bahnebene der Erde um die Sonne aufweist.
Merkur- und Venustransite entsprechen phänomenologisch Asteroidentransiten weit besser, da sie auch nur einen kleinen Teil der Sonnenscheibe abdecken, doch sind die Winkeldurchmesser von Merkur und Venus (mit 13" bzw. 60") wesentlich größer als die von Asteroiden bei einem Transit (zwischen 0,01" und 0,0001").

## Transite vor dem Mond
Es ist prinzipiell möglich, dass Asteroiden auf Bahnen, welche die Erdbahn kreuzen, vor dem Mond vorbeiziehen. Solche Ereignisse dürften sehr selten sein, da nur sehr selten Asteroiden der Erde näher kommen als der Mond. Bis jetzt sind nur wenige derartige Annäherungen bekannt, bei denen kein lunarer Transit stattfand.
Ein Transit eines Asteroiden vor dem Mond dürfte mit einem größeren Fernrohr beobachtbar sein, da ein Asteroid mit 25 Metern Durchmesser in 100.000 km Entfernung einen scheinbaren Durchmesser von 0,1" aufweist. Bis jetzt ist noch kein Asteroidentransit vor dem Mond nachweislich beobachtet worden, es gibt aber einzelne Beobachtungsberichte, die als UFO-Meldung klassifiziert wurden.